# 皮奇高
皮奇高是奥地利施蒂利亚州德意志兰茨贝格县的一个市镇。总面积12.19平方公里，总人口1599人，人口密度131.2人/平方公里（2001年）。